# زاوية سيدي عبد الله الشريف
عبد الله الشريف أو سيدي عبد الله الشريف أو سيدي عبد الله هو ولي صالح تقع زاويته قرب باب سيدي عبد الله الشريف بمدينة تونس، وهي تقع حاليا في نهج ابن السراج. وقع تصنيف الزاوية كمعلم تاريخي مصنف بأمر 31 أوت 1999.

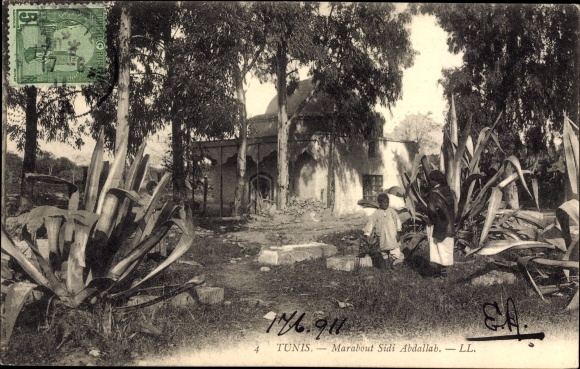
زاوية سيدي عبد الله الشريف في أوائل